# كرغج
كرغج هي قرية في مقاطعة تبريز، إيران. عدد سكان هذه القرية هو 8,228 في سنة 2006.